# Allested Kirke
Allested Kirke ligger ca. 14 km syd for Odenses centrum i landsbyen Allested, Allested Sogn i Faaborg-Midtfyn Kommune.

## Eksterne kilder og henvisninger
- Wikimedia Commons har flere filer relateret til Allested Kirke
- Allested Kirke hos KortTilKirken.dk
- Allested Kirke på danmarkskirker.natmus.dk (Danmarks Kirker, Nationalmuseet)